# Stelodoryx procera
Stelodoryx procera är en svampdjursart som beskrevs av Topsent 1904. Stelodoryx procera ingår i släktet Stelodoryx och familjen Myxillidae. Inga underarter finns listade i Catalogue of Life.